# 日本パスタ協会
一般社団法人日本パスタ協会（にほんパスタきょうかい、英: Japan-Pasta Association）は、パスタ製造会社で構成される業界団体で、国産パスタに関する啓発および市場拡大のためのPR活動などを行っている。元農林水産省所管。

## 概要
本部所在地〒103-0026 東京都中央区日本橋兜町15番6号
会長秋山洋 （マ・マーマカロニ代表取締役社長）
活動内容
家庭向け料理教室「パスタクッキングスクール」や外食産業従事者向けセミナー「パスタ大学」の開催ほか、パスタに関する啓発活動などを実施。
2002年よりダックスインターナショナルが製作するTVアニメ『まんがはじめて物語』の登場キャラクター「モグタン」をキャンペーンキャラクターに採用。モグタンは、キャンペーンイベントに登場するほか、イベントポスターやキャンペーンソング『パスタサンデーの歌』のCDジャケットに描かれている。

## 沿革
- 1972年7月 - 社団法人全日本マカロニ協会として発足
- 2002年2月 - 社団法人日本パスタ協会に名称変更
- 2013年4月 - 一般社団法人 日本パスタ協会に改称

## 加盟企業
- 赤城食品
- 奥本製粉
- オーマイ
- コルノマカロニ
- 昭和産業
- 日本製麻
- はごろもフーズ
- マ・マーマカロニ